# ジョージ・ハーバート・キンソルヴィング
ジョージ・ハーバート・キンソルヴィング（George Herbert Kinsolving、1849年4月28日 - 1928年10月23日）は、アメリカ合衆国の宗教指導者である。1893年から1928年まで米国聖公会テキサス州教区第2代主教を務めた。

## 若年期と家族
1849年4月28日、アメリカ合衆国のバージニア州ベッドフォード郡で生まれ、聖職者の家系で育った。父で、バージニア州ミドルバーグのインマヌエル米国聖公会教会司祭のオーティス・アメリカス・キンソルヴィング師（1822年-1894年）は熱心な南部連合支持者となる。特に第43バージニア州騎兵大隊を支援していたにもかかわらず、ジョージ・ハーバート・キンソルヴィングの兄はリッチモンド榴弾砲軽砲隊に入隊した。父の再婚相手の家族も同様にアメリカ連合国の支持者であり、事実、再婚相手の父親は地元の国民軍司令官であった。そして再婚相手が難産のために亡くなった後になって、オーティス・アメリカス・キンソルヴィング師はアメリカ連合国占領軍により反逆罪で収監された。オーティスの死に導かれるようにして誕生した子供であるルシアン・リー・キンソルヴィング（1862年-1929年）はのちにブラジルの初代宣教主教となり、G. H. キンソルヴィングは20人の主教が参列した聖職授任式で説教を行った。もう一人の異母兄弟であるアーサー・バークスデール・キンソルヴィング（1861-1961）もまたメリーランド州の作家や歴史家として知られるようになる。父の再々婚相手から生まれた異母兄弟のワイス・レイ・キンソルヴィングはアメリカ南部とニューヨーク州の米国聖公会の教会に仕えた。キンソルヴィングの父方の家系は有名な米国聖公会会員であるのに、一方の母方の家系は敬虔なルーテル教会会員であった 。

## 教育と聖職者叙任
1868年から1870年にかけてバージニア大学の学生であったキンソルヴィングは、卒業後にメリーランド州ボルチモア近くの男子校で1年間教鞭をとった。のちにバージニア州神学校で勉学に励み、1874年に神学校を卒業した。1892年のアイオワ州ダベンポートのグリスウォルド・カレッジより神学博士の称号、そして1893年にはザ・ユニバーシティ・オブ・ザ・サウスより名誉神学博士の称号が授与された 。
1874年、米国聖公会バージニア州教区のジョン・ジョーンズ主教により執事に叙任され、その後の1875年には米国聖公会メリーランド州教区のウィリアム・ローリンソン・ウィッティンガム主教により司祭に叙任された。1874年から1875年にかけてはボルチモアのキリスト教会の副司祭、1875年から1878年にかけてはボルチモアのセント・マークス教会の教区牧師を務めた。1878年にはオハイオ州シンシナティのセント・ジョーンズ教会の教区牧師となり、1881年から暫くの間、ペンシルベニア州フィラデルフィアのチャーチ・オブ・ザ・イピファニィに転任し、1892年まで留まった。1879年10月8日にグレース・ジャガーと結婚し、子供を1人もうけた 。

## 主教職
1892年5月19日に米国聖公会テキサス州教区の補佐司祭に選出され、さらに1892年10月12日にはチャーチ・オブ・ザ・イビファニィにおいて米国聖公会アラバマ州教区のリチャード・フッカー・ウィルマー主教により米国聖公会テキサス州教区主教に叙任された。1893年7月11日に教区主教を継承し、1928年に没するまで教区主教の任を務めた。テキサス州教区主教の任期中に、テキサス大学オースティン校のキャンパスの傍にあるオール・セインツ監督教会の設立を監督した。彼の納骨所は教会の聖餐台の真下にある。